# Сејл шаркс
Сејл шаркс (енгл. Sale Rugby Union Football Club) је енглески рагби јунион клуб који се такмичи у Премијершип-у. Сејл Шаркс је основан 1861. и један је од најстаријих рагби клубова у Уједињеном Краљевству, међу највеће клупске успехе убрајају се освајање два челинџ купа и једна титула шампиона Енглеске 2006. Међу познатим рагбистима који су играли за ајкуле су Марк Квејто, Хуан Мартин Фернандез Лобе, Бен Коен, Бен Фоден, Чарли Хоџсон, Џејсон Робинсон, Метју Тејт, Ричард Виглсворт, Себастијан Шабал, Лук Макалистер, Анителеа Туилаги, Ричи Греј, Брент Кокбејн... Боје Шаркса су тамноплава и бела, а капитен екипе је Данијел Брејд. Највећа легенда клуба је Марк Квејто, дугогодишњи енглески репрезентативац играо је на позицији број 11 - лево крило. Марк је целу каријеру провео у Шарксима и рекордер је у Премијершипу по броју постигнутих есеја - 90, такође Марк је одиграо највише утакмица за Сејл - 219, а најбољи поентер у историји Шаркса је Чарли Хоџсон - 1870.
- Куп европских изазивача у рагбију

- Освајач (2) : 2002, 2005.

- Премијершип

- Шампион (1) : 2006.

Први тим
Ник Маклауд
Мајк Хејли
Фил Макензи
Том Брејди
Том Арскот
Сем Туитупу
Џони Лиота
Марк Џенингс
Вил Адисон
Џо Форд
Дени Сипријани
Питер Стрингер
Крис Каситер
Марк Истер
Дејвид Симор
Џонатан Милс
Магнус Лунд
Данијел Брејд - капитен
Андреј Остриков
Брин Еванс
Брајан Муџати
Рос Харисон
Вадим Кобилас
Томи Тејлор
Нил Бригс